# Scania (krusbär)
Scania är en rödfärgad krusbärssort som kommer från Sverige. Bäret är känt sedan tidigt 1900-tal. Detta krusbär är relativt litet och mognar omkring augusti. Det är även mycket motståndskraftigt mot mjöldagg.